# Alain Decaux
Alain Decaux (23 de julio de 1925-27 de marzo de 2016) fue un historiador francés nacido en Lille. Fue miembro de la Academia Francesa a la que fue elegido en 1979, ocupando la silla número 9.

## Datos biográficos
Estudió en el  Lycée Janson de Sailly de París e historia en la Sorbona de París. En 1944, durante la Segunda Guerra Mundial, estando movilizado militarmente, logró evitar el pillaje y vandalismo del palacio (l'hôtel) de Sacha Guitry. En reconocimiento por este acto, Guitry le obsequió la esmeralda Sacha y que en la actualidad porta Decaux en su espada de académico de la Academia de Francia.
Publicó sus primero artículos en 1946 y su libro Letizia : Napoléon et sa mère en 1949, obra reconocida por la Academia Francesa.
De 1969 à 1988, reconocido por su talento de relator creó, para la Radio y Televisión Francesa (ORTF), el programa Alain Decaux raconte, en el que todos los meses durante 45 minutos contó la historia de algún personaje o de un evento histórico francés.
Fue ministro de Asuntos Extranjeros encargado de los países francófonos en el gobierno de Michel Rocard de 1988 a 1991. 
En 1999, la Fundación de Lille (su ciudad natal) creó el Premio Alain Decaux de la francofonía, para reconocer el talento de escritores del mundo en lengua francesa. 
En 2005, asistió, con Frédéric Beigbeder, Richard Millet y Jean-Pierre Thiollet, al Salón del libro en Beirut.
En 2010, recibió de la UNESCO el premio de la Fundación Pierre-Lafue, por el conjunto de su obra. Alain Decaux fue presidente fundador de la Sociedad de Amigos de Alejandro Dumas y miembro extranjero de la Academia Rumana.

## Reconocimientos
- Gran oficial de la Legión de Honor
- Gran cruz de  la Orden Nacional del Mérito (Francia).
- Comendador de la Orden de las Artes y las Letras.

## Obra
(en francés)
- 1947  Louis XVII retrouvé  (Librairie académique Perrin)
- 1949  Létizia. Napoléon et sa mère  (Perrin)
- 1951  La Tribune de l'Histoire (en coautoría con A. Castelot, J.C. Simard, y J.F. Chiappe)
- 1952  La Conspiration du général Malet  (Perrin)
- 1952  La Médaille militaire  (Perrin)
- 1953  La Castiglione, d’après sa correspondence et son journal inédits  (Perrin)
- 1954  De l’Atlantide à Mayerling  (Perrin)
- 1954  La Belle Histoire de Versailles  (Perrin)
- 1956-1957  Énigmes de l’Histoire (en coautoría con Stellio Lorenzi y André Castelot)
- 1957  Cet autre Aiglon, le Prince impérial  (Perrin)
- 1957-1966  La caméra explore le temps (en coautoría con Stellio Lorenzi y André Castelot)
- 1958  L’Empire, l’amour et l’argent  (Perrin)
- 1958  Offenbach, roi du Second Empire  (Perrin)
- 1960  L’Énigme Anastasia, enquête  (Perrin)
- 1961  Les Grandes Heures des châteaux de France (en coautoría con J.F. Chiappe)
- 1962  Secrets d'État (en coautoría con A. Castelot y J.F. Chiappe)
- 1962  Climats, d’après André Maurois (realización de Stellio Lorenzi)
- 1963  La Révolution française (Disco fonográfico)
- 1964  Grands Mystères du passé  (Perrin)
- 1964  Les Heures brillantes de la Côte d'Azur  (Perrin)
- 1964  Napoléon (Disco fonográfico)
- 1966  Dossiers secrets de l’Histoire  (Perrin)
- 1966  Grands secrets, grandes énigmes  (Perrin)
- 1967  Nouveaux dossiers secrets  (Perrin)
- 1967  J’ai tué Raspoutine (realización de Robert Hossein)
- 1968  Grandes aventures de l’Histoire  (Perrin)
- 1968  Les Rosenberg ne doivent pas mourir  (Perrin)
- 1969  Le Livre de la famille impériale (en coautoría con André Castelot y Général Kœnig).  (Perrin)
- 1969-1981  Alain Decaux raconte
- 1971  La Belle Histoire des marchands de Paris  (Perrin)
- 1972  Histoire des Françaises (2 vol.)  (Perrin)
- 1975  Le cuirassé Potemkine (en coautoría con R. Hossein y G. Soria)
- 1975-1976  Histoire des Françaises (obra radiofónica)
- 1976  Blanqui l’Insurgé  (Perrin)
- 1976-1977  Histoire de la France et des Français au jour le jour, (8 vol. en coautoría con André Castelot, Jacques Levron y Marcel Jullian)  (Perrin)
- 1977  Les Face à Face de l’Histoire  (Perrin)
- 1978  Notre-Dame de Paris (en coautoría con R. Hossein y G. Soria)
- 1979  Danton et Robespierre (en coautoría con S. Lorenzi y G. Soria)
- 1981-1985  L’Histoire en question
- 1982  Les Misérables, d'après Victor Hugo (guion para la película dirigida por Robert Hossein)
- 1982  L’Histoire en question  (Librairie académique Perrin)
- 1983  L’Histoire en question (vol. II)  (Perrin)
- 1983  Un homme nommé Jésus
- 1984  Victor Hugo  (Perrin)
- 1985-1987  Le dossier d’Alain Decaux
- 1986  Les Assassins  (Perrin)
- 1987  Alain Decaux raconte l’Histoire de France aux enfants  (Perrin)
- 1987  L’Affaire du courrier de Lyon (en coautoría con R. Hossein)
- 1987  Destins fabuleux  (Perrin)
- 1987-1988  Alain Decaux face à l’histoire
- 1988  La Liberté ou la mort (en coautoría con S. Lorenzi y G. Soria)
- 1988  Alain Decaux raconte la Révolution française aux enfants.  (Perrin)
- 1991  Alain Decaux raconte Jésus aux enfants  (Perrin)
- 1991  Jésus était son nom
- 1992  Le Tapis rouge  (Perrin)
- 1993  Mille neuf cent quarante-quatre  (Perrin)
- 1993  Je m’appelais Marie-Antoinette (en coautoría con A. Castelot)
- 1993  Histoires extraordinaires  (Perrin)
- 1994  Alain Decaux raconte le débarquement et la Libération
- 1994  Nouvelles histoires extraordinaires  (Perrin)
- 1995  L’Abdication  (Perrin)
- 1996  C’était le XXe siècle  (Perrin)
- 1996  Alain Decaux raconte la Bible aux enfants  (Perrin)
- 1997  Monaco et ses princes  (Perrin)
- 1997  C'était le XXe siècle : La Course à l’abîme  (Perrin)
- 1998  C'était le XXe siècle : La Guerre absolue  (Perrin)
- 1999  De gaulle, celui qui a dit non (en coautoría con Alain Peyrefitte)
- 1999  C'était le XXe siècle : De Staline à Kennedy  (Perrin)
- 2000  Morts pour Vichy  (Perrin)
- 2002  L'Avorton de Dieu. Une vie de saint Paul  (Perrin)
- 2002  C'était Bonaparte
- 2005  Tous les personnages sont vrais  (Perrin)
- 2007  La révolution de la croix. Néron et les Chrétiens  (Perrin)